# Cantó de Santa-Maria-Siché
El cantó de Santa-Maria-Siché és una antiga divisió administrativa francesa situat al departament de Còrsega del Sud i la regió de Còrsega. Va desaparèixer el 2015.

## Geografia
El cantó s'organitza al voltant de Santa-Maria-Siché dins el districte d'Ajaccio. la seva altitud varia entre 0 m (Albitreccia) i 1 680 m (Frasseto), amb una altitud mitjana de 443 m.

## Administració
| Període   | Identitat           | Partit | Qualitat              |
| --------- | ------------------- | ------ | --------------------- |
| 2001-2008 | Pierre-Paul Luciani | DD     |                       |
| 2008-2008 | Marie-Jeanne Bozzi  | UMP    |                       |
| 2008-2015 | Pierre-Paul Luciani | DD     | alcalde d'Albitreccia |

## Composició
| Nom                 | Població | Codi Postal | Codi Insee |
| ------------------- | -------- | ----------- | ---------- |
| Albitreccia         | 867      | 20128       | 2A008      |
| Azilone-Ampaza      | 93       | 20190       | 2A026      |
| Campo               | 77       | 20110       | 2A056      |
| Cardo-Torgia        | 32       | 20190       | 2A064      |
| Cognocoli-Monticchi | 164      | 20123       | 2A091      |
| Coti-Chiavari       | 490      | 20138       | 2A098      |
| Forciolo            | 69       | 20190       | 2A117      |
| Frasseto            | 82       | 20157       | 2A119      |
| Grosseto-Prugna     | 2 152    | 20128       | 2A130      |
| Guargualé           | 109      | 20128       | 2A132      |
| Pietrosella         | 1 028    | 20166       | 2A228      |
| Pila-Canale         | 278      | 20123       | 2A232      |
| Quasquara           | 50       | 20142       | 2A253      |
| Serra-di-Ferro      | 352      | 20140       | 2A276      |
| Santa-Maria-Siché   | 357      | 20190       | 2A312      |
| Urbalacone          | 68       | 20128       | 2A331      |
| Zigliara            | 125      | 20190       | 2A360      |

## Demografia
| 1962  | 1968  | 1975  | 1982  | 1990  | 1999  |
| ----- | ----- | ----- | ----- | ----- | ----- |
| 3.411 | 3.798 | 4.180 | 5.087 | 5.549 | 6.393 |